# Giacomo Durando
Giacomo Durando (Mondovì, Piemont, 1807 — Roma, 1894) va ser un general i polític italià.
Va estudiar dret a Torí i va participar en un complot contra el Rei de Sardenya Carles Fèlix I motiu pel qual va exiliar-se a França i els Estats Units. Va participar en la Revolució belga i al servei de Pere de Portugal i del Regne d'Espanya.
A la seva tornada a Itàlia va participar en la Primera Guerra de la Independència italiana contra l'Imperi Austrohongarès i va exercir de senador i ambaixador a Constantinoble el 1856. El 1859 va ser nomenat ministre de la guerra i el 1862 va esdevenir ministre d'afers estrangers. També va ser president del Senat d'Itàlia (1884-87). Va escriure Della nazionalità italiana (1846), en la qual defensà la centralització política del país i l'abolició del poder del papa.
Era germà del també general Giovanni Durando.